# Zbigniew Rogulski (chemik)
Zbigniew Rogulski – polski chemik, dr hab. nauk technicznych, specjalista i prodziekan Wydziału Chemii Uniwersytetu Warszawskiego.

## Życiorys
Jest absolwentem Uniwersytetu Warszawskiego, 30 czerwca 2004 uzyskał doktorat za pracę dotyczącą właściwości elektrochemicznych oraz zastosowania związków manganu (II) i (IV), 28 czerwca 2016 habilitował się na podstawie pracy zatytułowanej Hydrometalurgiczny recykling baterii cynkowo-manganowych - koncepcja ogólna i technologia.
Został zatrudniony na stanowisku adiunkta w Instytucie Chemii Przemysłowej im. prof. Ignacego Mościckiego.
Jest specjalistą i prodziekanem na Wydziale Chemii Uniwersytetu Warszawskiego.
Awansował na stanowisko przewodniczącego rady w Sieci Badawczej ŁUKASIEWICZ - Instytutu Przemysłu Organicznego.